# ASA 2013 Târgu Mureș
El ASA 2013 Tîrgu Mureș es un club de fútbol rumano de la ciudad de Târgu Mureş, fundado en 2004. El equipo disputa sus partidos como local en el Stadionul Trans-Sil y juega en la Liga II.

## Historia
El FCM Tîrgu Mureș es el principal equipo de la ciudad, sucediendo al CS Târgu Mureș (desaparecido en 1960) y ASA Târgu Mureș (desaparecido en 2007), que fueron los dos grandes clubes de fútbol de la ciudad de Târgu Mureş en la segunda parte del siglo XX.
El club fue fundado en 2004 bajo el nombre de Trans-Sil Târgu Mureș y disputó sus primeras cuatro temporadas en la Liga III. En verano de 2008 el equipo cambió su nombre oficial al actual y ocupó el puesto del Unirea Sânnicolau Mare en la Liga II.
En la temporada 2008/09 el equipo debutó en la Liga II y finalizó en tercera posición, muy cerca de ascender, con 16 partidos ganados nueve empates, logrando anotar 54 goles y recibiendo solo 27. Finalmente consiguió sumar 57 puntos, siete menos que el Internaţional Curtea de Argeș, que fue el subcampeón.
Sin embargo, la siguiente temporada, 2009/10, el Tîrgu Mureș logró el campeonato de Liga II y el ascenso por primera vez en su historia a la Liga I. El equipo naranja sumó 69 puntos, 20 partidos ganados, 9 empates y tres derrotas, mientras que marcó 52 goels y encajó 20. De esta forma la ciudad de Tîrgu Mureș volvió a tener a un club de fútbol profesional en la máxima categoría del fútbol rumano 18 años después, cuando el ASA Târgu Mureş disputó la temporada 1991/92 de la Diviza A.

## Entrenadores
| Nombre             | Periodo                                |
| ------------------ | -------------------------------------- |
| Cosmin Bodea       | 2008–10                                |
| Adrian Falub       | 2010                                   |
| Ioan Ovidiu Sabău  | 2010–11                                |
| Tibor Selymes      | 2011                                   |
| Maurizio Trombetta | 2011                                   |
| Marius Lăcătuş     | 2012                                   |
| Ioan Ovidiu Sabău  | 2012                                   |
| Daniel Isăilă      | 2012-2013                              |
| Mircea Cojocaru    | Marzo de 2013 – abril de 2013          |
| Cristian Coroian   | Abril de 2013 – junio de 2013          |
| Eduard Iordănescu  | Junio de 2013 – octubre de 2013        |
| Ioan Ovidiu Sabău  | Octubre 2013 – 2014                    |
| Adrian Falub       | Marzo de 2014 – septiembre de 2014     |
| Cristian Pustai    | Septiembre de 2014 – diciembre de 2014 |
| Liviu Ciobotariu   | Enero de 2015 – junio de 2015          |
| Dan Petrescu       | Junio de 2015 – julio de 2015          |
| Vasile Miriuță     | Julio de 2015 –                        |

## Palmarés
- Liga II: 1

2009–10
- Supercopa de Rumania: 1

2015

## Participación en competiciones de la UEFA
| Temporada | Torneo             | Ronda             | Club          | Casa | Visita | Global |
| --------- | ------------------ | ----------------- | ------------- | ---- | ------ | ------ |
| 2015–16   | UEFA Europa League | 3ª Clasificatoria | Saint-Étienne | 0–3  | 2–1    | 2–4    |